# 千松自動車教習所

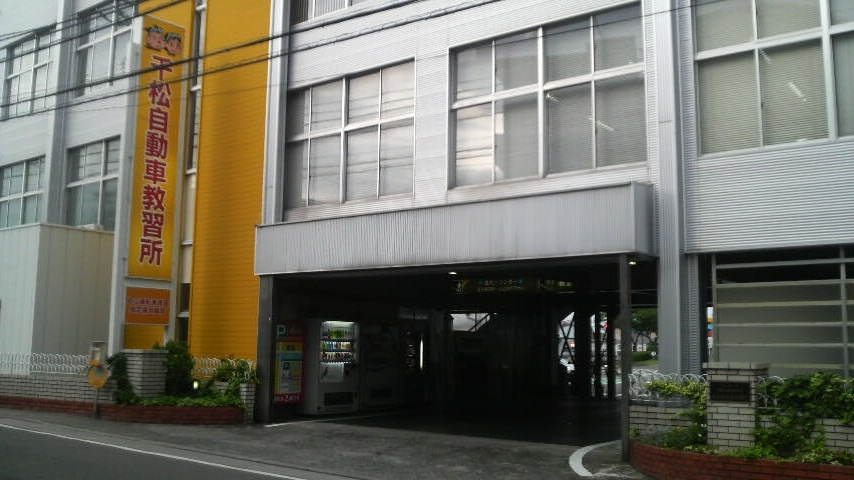
千松自動車教習所

千松自動車教習所（せんしょうじどうしゃきょうしゅうしょ）は、千松自動車株式会社が運営する徳島県徳島市北佐古二番町にある徳島県公安委員会指定の自動車教習所である。1961年3月に、徳島県公安委員会の指定を受け、自動車教習所となる。初代設置者は阿部敏夫。現在の設置者は阿部榮次である。

## 概要
- 無料送迎バス完備。事前の電話で場所・時間指定。
- 高齢者講習、初心運転者講習

、ペーパードライバー講習
、原付講習、企業の交通安全講習　等。

## 特色
- 平成21年に指定自動車教習所制度発足50周年を記念して開かれた第1回全国指定自動車教習所学科教習競技大会において千松自動車教習所の岡田敏博指導員が優勝した。
- 全国自動車教習所教習指導員安全運転競技大会(ブレーキング回避部門)において平成17年度の第5回大会において、千松自動車教習所の三ッ本浩明指導員が全国一位となり、平成21年の第9回では、同教習所の笹田泰行指導員が全国一位となった。

### 取得免許
- 中型自動車
- 普通自動車（MT・AT）
- 自動二輪車（普通・大型）

### 所在地等
- 〒770-0012　徳島市北佐古二番町3番17号

## アクセス
- JR高徳線佐古駅北口から徒歩3分。
- 徳島市営バス「佐古三番町」下車（徳島駅発・上鮎喰行き）徒歩8分。「田宮4丁目」下車（市原発徳島駅経由・島田石橋行き）徒歩5分。「JA会館前」下車（徳島駅発・不動支所行き）徒歩3分。